# You Stole the Sun from My Heart
"You Stole the Sun from My Heart" é uma canção da banda britânica de rock Manic Street Preachers, lançada em março de 1999 como o terceiro single do álbum This Is My Truth Tell Me Yours, lançado em 1998.
A música foi escrita pelos três membros da banda e foi definida como um mix de New Order e Nirvana. A letra revela um descontentamento de Nicky Wire com as turnês, viagens e shows.
A música alcançou a 5ª posição na UK charts e ficou doze semanas entre o TOP 100. A canção também se destacou nas paradas da Austrália e Países Baixos.
Foi indicada a melhor single no Brit Awards em 2000.

## Faixas
CD 1
1. "You Stole the Sun from My Heart" – 4:20
2. "Socialist Serenade" – 4:14
3. "Train in Vain (Live)" (letra e música: Joe Strummer, Mick Jones) – 3:17 (gravado ao vivo na Newcastle Arena em 18 de dezembro de 1998)

CD two
1. "You Stole the Sun from My Heart" - 4:20
2. "You Stole the Sun from My Heart" (David Holmes' A Joyful Racket Remix) – 5:12
3. "You Stole the Sun from My Heart" (Mogwai Remix) – 6:09

Cassette
1. "You Stole the Sun from My Heart" – 4:20
2. "If You Tolerate This Your Children Will Be Next (Live)" – 4:48 (gravado ao vivo na Cardiff International Arena em 21 de dezembro de 1998)

## Ficha técnica
Banda
- James Dean Bradfield - vocais, guitarra
- Nicky Wire - baixo
- Sean Moore - bateria